# スクールカースト

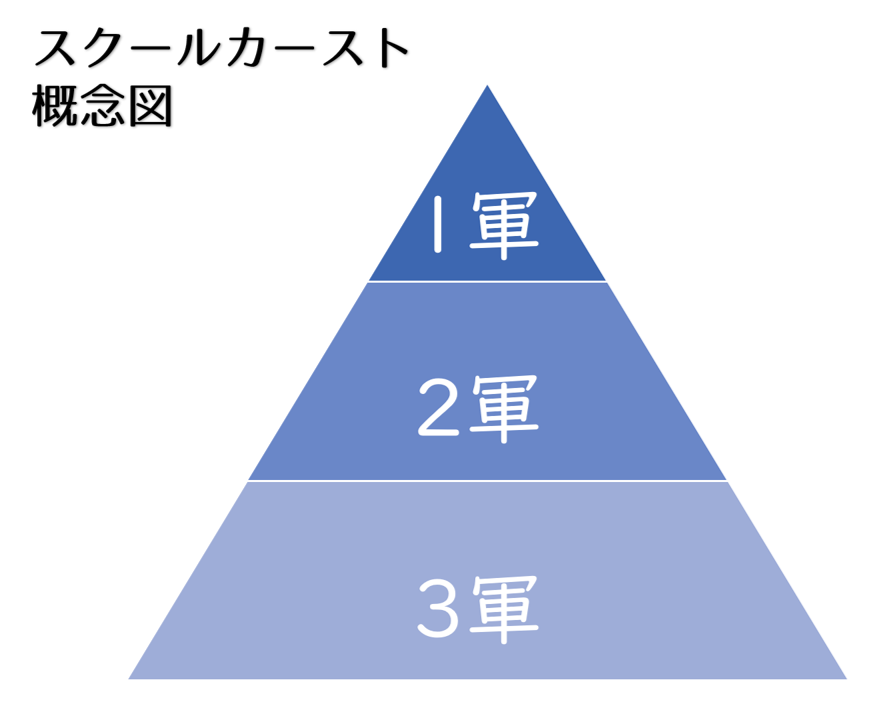

スクールカースト（または学校カースト）とは、学校内外において生徒の小集団が階層化・序列化されている様子や、その小集団そのものを表す言葉である。上下関係が固定化することで身分制度の様相を呈しているとされ、ハラスメントやいじめの原因になっているとの見解がある。スクールカーストの呼称は、学校における生徒間の序列を、インドの固定的・階級的な身分制度であるカーストになぞらえた和製英語である。
スクールカーストという語の初出については、雑誌『AERA』2007年11月19日号に、スクールカーストという言葉を2年ほど前に初めてインターネット上に登録したと述べている当時29歳の男性への取材記事が掲載されている。
2005年には第二次惑星開発委員会メンバーである評論家の中川大地や宇野常寛が運営していた「週刊野ブタ」内においてすでに使用されており、「はてなダイアリーで一時期話題になった」との記述がある。当初はあくまでネットスラングのような扱いであったが、のちに国会での言及や大手メディアでの報道などが続き、社会に一定の定着をみせた言葉となった。2017年の調査では、大学生のスクールカーストという語の認知度は8割を超え、中学生時代に学校内に序列があったという回答の割合も7割にのぼった。

## 定義
スクールカーストという言葉は、2012年時点では学術的に十分整理された概念ではないが、教育評論家の森口朗の次の定義によって紹介されることが多い。
この定義からスクールカーストがクラス内の、生徒間の人気に基づくステイタスを示すということがわかるが、これまでのスクールカースト研究により、スクールカーストにもう一つの重要な特性があるということも判明しつつある。そのステイタスは個人個人のものではなくそれぞれが所属する交友グループのものであり、グループ間の力関係を示すものであるということである。一方、小学校ではグループではなく特定の個人の児童がスクールカーストの上位や下位に位置づけられるという見解もある。
宇都宮大学准教授で教育学者の小原一馬は、グループの閉鎖性にも着目しており、次のような定義を提案している。
ただしこのように定義する場合には、グループ間の階層構造はあるが、カースト上位がリーダーシップをとり、下位はそれに喜んで従うという「良いスクールカースト」状態を認めることになる。しかし現実には、そのような上位も下位も相互に認め合うという状態は、比較的少ないとされている。小原は、その第一の理由として、「良いスクールカースト」というものはスクールカーストの一般的イメージには合わないので、そもそもスクールカーストとして認識されないであろうことを挙げているが、第二の大きな理由として、閉鎖的な空間では、上位グループによる下位グループに対する「抑圧」の戦略が最も安定的である結果、ほとんどのスクールカーストにおいて抑圧状態が自然に形成されるためと考察している。

## 歴史
1990年代後半には一部の個人ホームページ上において「学校カースト」という言葉が使用されている。
2000年代に入ると、スクールカーストものの小説が出版されることが多くなった。
2004年にはスクールカーストをテーマにした小説『野ブタ。をプロデュース』が出版される。
2005年にはスクールカーストがはてなキーワードに登録された。同年、日本テレビ系において、ドラマ版『野ブタ。をプロデュース』が放送される。
その後、2006年には著者が当時現役の高校生であり、スクールカーストをテーマにした小説『りはめより100倍恐ろしい』が出版される。同年11月16日の衆議院「青少年問題に関する特別委員会」では参考人となった教育学者の本田由紀が言及したあと、森口も著書『いじめの構造』で2007年に紹介し、その後教育や文芸批評の文脈で議論の対象とされるようになった。
2012年には映画『桐島、部活やめるってよ』が公開され話題となり、同年末にはスクールカーストを表題とした書籍も発売され、また2013年にはドラマ『35歳の高校生』でもテーマとされる（リンク先を参照）などした。
なお、スクールカーストという言葉が流通するようになる前の1990年代から学校内に序列があること自体は研究者から指摘されている。

## スクールカーストの構造

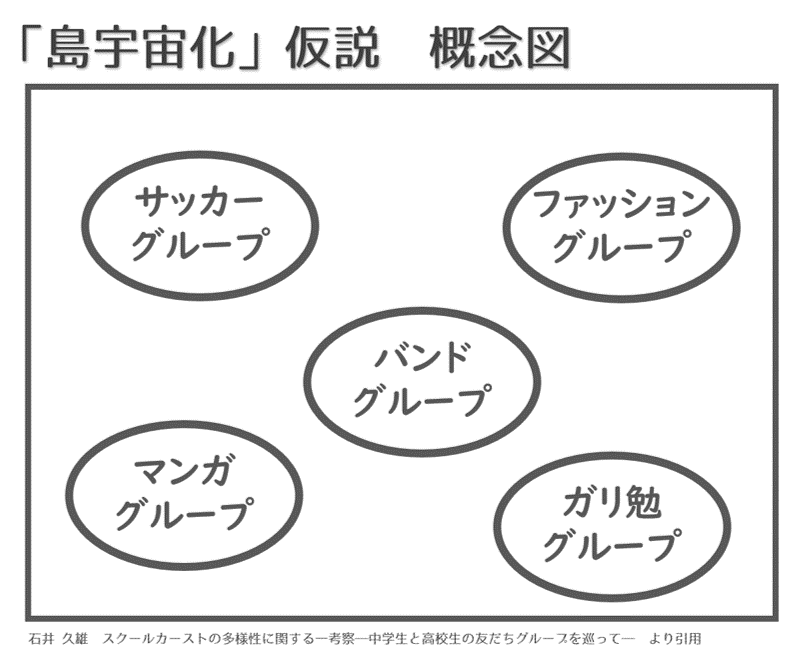
島宇宙化 概念図

現代の学校空間では、クラス内にいくつかの友達同士のグループが形成され、それらの内部で活発に交流が行われるだけで人間関係が完結する現象がみられる。社会学者の宮台真司は、教室内に限らず若者のコミュニケーション空間全般で発生しているこの変容を「島宇宙化」と呼び、分断された各グループ（島宇宙）は優劣のつけられない横並びの状態になっており（フラット化）、異なるグループ間でのつながりが失われたと論じた。これについて本田や評論家の荻上チキは、分断化自体は認めながらも、教室内の各グループは等価な横並び状態にあるのではなく序列化（上下関係の付与）が働いていると述べている。この序列はスクールカーストと呼ばれ、精神科医の和田秀樹は、現代の若者は思春期頃に親から分離した人格を得て親友をつくっていくという発達プロセスを適切に踏むことができていないため、同じ価値観を持つ親友同士からなる教室内グループを形成することができず代わりにスクールカーストという階層が形成されたのだとしている。スクールカーストでは、上位層・中位層・下位層をそれぞれ「一軍・二軍・三軍」などと表現する。基本的には、一軍＝陽気でリーダー格の生徒、二軍＝中間的で好成績な生徒、三軍＝オタク系で地味な生徒といったイメージが強い。また、「無所属」といったチームも存在する。

### 一般にイメージされるカースト構成の要因
一般的なイメージとしては、以下のようになる。
- 恋愛・性愛経験 - 豊富なほど上位
- 容姿 - 恵まれているほど上位
- ファッションセンス - 優れているほど上位
- 場の空気 - 読めたり支配できたりするほど上位
- 趣味・文化系 - ヤンキー・ギャル系（繁華街で遊び慣れているなど）は上位[36]、オタク系は下位
- 自己像[注 2] - 自分探し系は上位、引きこもり系は下位[38]
- 部活 - サッカー部や野球部等の、花形部活のレギュラーはカーストトップ。文化部は下位、卓球部は運動部ながらも下位になることも多い[39][40][41]。

### コミュニケーション能力
森口によれば、スクールカースト上での位置決定に影響する最大の特性はコミュニケーション能力である。クラス内でのステータスの上下関係自体は以前からあったものの、それは運動神経や学力が大きく関係したものであり、そうではなく判断基準がほとんどコミュニケーション能力に依存している点がスクールカーストの新しい点であるといえる。ここでいうコミュニケーション能力とは、具体的には「自己主張力（リーダーシップを得るために必要な能力）」「共感力（人望を得るために必要な能力）」そして「同調力（場の空気に適応するために必要な能力）」の3つを指す。
精神科医の和田秀樹によれば、コミュニケーション能力の有無に偏重したスクールカーストという序列が発生した背景には、学業成績の相対評価を廃止するなど生徒に対する序列付け自体を否定するような過剰な平等主義があり、「学業成績」「運動能力」といった（努力で挽回可能な）特性によるアイデンティティを失った子供たちは「人気（コミュニケーション能力）」という（努力で挽回不可能な）特性に依存した序列付けを発生させてしまったのだという。
カーストの規定要因については、本田が統計分析を用いて具体的に研究している（後述）。スクールカーストとコミュニケーション能力の関係について、中高生の交友関係を研究している鈴木翔は、「自分の意見を押し通す」能力とスクールカーストの高低には相関関係があるものの、「友達の意見に合わせる」能力とスクールカーストの高低にはあまり相関がみられないという統計に注目している。この事実からは、コミュニケーション能力の高い者がカースト上位になるのではなく、カースト上位の立場を利用して他人に自分の意見を強引に押し付けることができるようになるため、結果的にコミュニケーション能力が高いと判断されているという解釈も可能となる。
精神科医の斎藤環によるとスクールカーストの格差は小学校段階で発生するもののまだ目立たないが、思春期（中学校ぐらい）からは顕著にみられるようになるという。大学に入ると高校までのように常に同じ教室内の生徒同士で時間を過ごすのではなく自由に講義を履修するようになるためカーストが形成されやすい環境ではなくなってゆくが、実際には（後述するいじめに発展するような熾烈な状態ではないにせよ）場の空気を読むことが強制されコミュニケーション能力が過大評価されるという高校までの環境の延長線上にあるような大学も相当数あると和田は述べており、SNSでの交友関係の広さや恋人の社会的地位などによって決まるとされる「女子大生カースト」の特集が女性向けファッション雑誌で組まれたこともある。
鈴木は自身の行ったインタビュー調査に基づき、小学校時代のスクールカーストと中学・高校時代のスクールカーストでは、それがどの程度強く意識されるかという程度の差だけではない異なった様相がみられると論じている。それによると、小学校の段階では生徒の地位の高低が特定の生徒の名前と結びつけて認識されているのに対し、中学以降では「（地位の高い）ギャル系」「（地位の低い）オタク系」というようなグループ単位で認識されている傾向があるという。

### 地域差
和田によれば、スクールカーストによる階層化には地域差が存在するという。スクールカースト化は人間関係の流動性が低く閉鎖的な場（いざというときに逃げられない状況）で起こりやすい現象であるため、具体的には以下のような地域ではカースト化が進みにくいと考えられる。
- 学習塾への通塾率が高い地域 - 塾という学校とは別の場が用意されているため
- 中学受験への意識が高い地域 - 受験によって別々の学校に進学し友人関係がリセットされるため
- （公立中学校の）学校選択制がある地域 - 受験しなかったとしても、友人関係のリセットが行われるため

### 備考
- 共学に比べると、男子校や女子校などの別学ではスクールカーストが形成されにくいという指摘もある[52]。これは、異性がいない（同性しかいない）ためにモテるかどうかにあまり気を遣わないためだという。

## いじめとの関係
場の空気を読んで摩擦・衝突を回避しながらポジションをさぐりあうという教室内における生徒たちの人間関係に対する緊張感を、文芸評論家の海老原豊は戦場に喩えた。荻上は（後述するようなキャラをコントロールしながら行うコミュニケーションの闘争を）「（終わりなき）キャラ戦争」と呼び、評論家の宇野常寛も「ケータイ小説好きの女子」と「美少女ゲーム好きの男子」というように文化的トライブを異にする者同士が（場合によっては互いに軽蔑しあいながら）共存する学校教室を、ポストモダン化の進行によって複数の異なる価値観が乱立する「バトルロワイヤル状況」のミクロな意味での象徴だとしている（詳しくは後述）。また、社会学者の土井隆義は中学生が創作した「教室はたとえて言えば地雷原」という川柳をスクールカースト的な一触即発の環境を端的に表現したものとして紹介している。
海老原によると、こうしたシビアなコミュニケーション環境は、場合によってはいじめを誘発して生徒を自殺に追い込むなどの深刻な事態を引き起こす背景にもなっており、もともと森口が著書『いじめの構造』にてスクールカーストを紹介したのは、教育社会学者の藤田英典による理念的ないじめの分類に当事者間で使用されている概念を組み合わせてリアリティを補強することが目的であったという。
土井によると、いじめは基本的にはスクールカーストが下位のものを対象として行われるが、最上位のカーストの者が最下位のカーストの者をいじめるといった落差の大きいものはあまりなく、同一カースト内か隣接するカーストの者が対象となることが多いという。生徒が形成している各グループ内部で行われるいじめについては、グループ間の移動の可能性はカースト上位ほど容易であることから、カースト下位のグループほどいじめが発生しやすい（自分がいじめの対象となりそうな兆候があっても別グループへ離脱できないため）と森口はしている。
森口の論によると、いじめとカーストの関係は、いじめの加害者（被害者）になることによってカーストが上昇（下降）するという面もあり、両者は相互に干渉しあっている。いじめには示威行為としての側面があるため、特にもともと多くの生徒が内心では嫌っていた相手に対して先陣を切っていじめを始めた場合などは人気の獲得によってカーストが上昇する。他方、加害者側と同等以上にカーストの高い別の生徒あるいは教師などの介入によってクラスのモラルが回復した場合（いじめが恥ずべき行為であるとの意識が共有された場合）、いじめ加害者のカーストが下降することもある。中立者（いじめの直接的な加害者でも被害者でもない人）が被害者の救済を試みた場合、成功すればヒーローとしてカーストの上昇が期待できるが、失敗した場合はカーストの下降の危険性（さらにそれと付随して次は自分がいじめの新たな対象となる可能性）がある。また、年少者の間ではいじめが発生していることを教員に密告する（チクる）ことは、不名誉なことであるとされているため、そのことが知られればカーストは下降することになるという。
和田は、スクールカーストに依拠したいじめの発生を精神分析家のウィルフレッド・ビオンによる集団心理の理論によって説明している。それによれば、集団における無意識（基底想定グループ）には、集団内に自己が位置づけられることによる不安を解消するための手段として「依存グループ（リーダーに全責任をゆだねて不安から逃れる）」「つがいグループ（幸福なカップルへの期待感によって不安から逃れる）」「闘争・逃避グループ（共通敵を想定して不安から逃れる）」という3つのパターンがあるが、スクールカーストの構造は「カースト下位者」という共通の敵を設定していじめの対象とするという意味で「闘争・逃避グループ」の反応であると考えられる。
携帯電話やインターネット環境の普及によって、例えば学校裏サイトやプロフなどを舞台としたネットいじめが社会問題化しているが、荻上チキによればネット上で誹謗中傷などの対象となるのも（通常のいじめと同様に）概ねスクールカーストの下位者だという。メディア社会論を専門とする岡田朋之は、加害者の特定が難しい「ネットいじめ」では「リアルいじめ」と違って、「少数側が多数側を攻撃する」「弱者が強者を攻撃する」といったことが可能であり、現実世界でのカースト上位者の支配に納得のいかない下位者側が、反動としてネットいじめの加害者側になるケースが存在することは珍しくないとしている。
いじめとスクールカーストが関連して論じられることについて鈴木は、両者は同じものではなく、スクールカーストが存在することの弊害のひとつとしていじめの問題があるという関係であると整理し、いじめという文脈を外してスクールカーストを検証することも必要であると述べている。

## 「キャラ」との関係
キャラとは、キャラクター（英: character、性格・人格）を省略した若者言葉で、コミュニケーションの場における振舞い方に関する類型的な役割を意味する。社会学者の瀬沼文彰によると、その具体的な役割に応じて、例えば「まじめキャラ」「バカキャラ」「へたれキャラ」「癒やしキャラ」のようにさまざまなものが存在するという。
斎藤によると、現代の日本の若者は、各自の実際の性格だけではなく場合によっては場の空気による暗黙の圧力で配分される「キャラ」を演じてコミュニケーションをとるというスタイルが定着しており、教室内は例えば「不思議ちゃんキャラ」「毒舌キャラ」のような様々なキャラがひしめきあう状態となっている。こうした環境はスクールカーストの形成やいじめの発生と密接に関係しており、荻上はスクールカーストという序列は各々の「キャラ」に対して行われる格付けであるとした。
荻上によると、うまくキャラを確立できた者が勝利するという構造は日本の芸能界におけるお笑い芸人・雛壇芸人の生存競争にみられるものであり、土井、斎藤らは与えられたキャラを演じる若者の作法は日本のバラエティ番組・トーク番組における彼らのやりとりの影響を強く受けていると見なしている。ほかにも、ゼロ年代末から急速に支持を集めた女性アイドルグループであるAKB48の運営戦略と受容の構造も、「コミュニケーション能力（≒人気獲得力）によって決定される序列」が「キャラの分化を促進する」という意味でスクールカーストの持つ構造と一致するものであると斎藤は考察した。
荻上は、スクールカーストによるキャラの序列化を「コミュニケーションの地形効果」として説明している。ここでいう地形効果とは、ウォー・シミュレーションゲームにおいて戦闘キャラクター自身の属性とそれが位置している場所（地形）の属性の相性に良し悪しによって戦闘能力にプラスまたはマイナスの修正が与えられるということであるが、これと同じように現実世界のコミュニケーション空間でもどのような場にどのようなキャラの人が存在しているかによってその位置づけは変わるのであり、例えば「学校空間」という場では「根暗キャラ（インキャラ）な人はマイナスの修正を受ける」というような地形効果の影響を受けていると考察した。
キャラおよびスクールカーストの可変性について、森口は（前述したようにいじめの発生に付随した行動によってカーストの上昇／下降がみられることを指摘しながらも）新しい学年の始まる4月から5月頃のポジション取り（カーストの決定）が基本的には次のクラス替えまで1年間保存されるとしている。鈴木は2010年から2011年に大学1年生を対象としてインタビューを行っているが、その結果ではカーストが下降することはあっても自力で上昇するのはほとんど不可能であるとの意見が多かったとしている。それによると、部活動をはじめとするクラス間をまたぐ交友関係によって個々の生徒の情報は共有されることになるため、クラス替えなどを契機に人間関係がある程度リセットされたとしても過去のカーストが新年度もそのまま維持されてしまいがちなのだという。
土井や斎藤、荻上らは学校空間でのカーストの固定性が強いことや固定化がいじめへつながる危険性を持つことを認めながらも、キャラ自体は周囲の状況に応じて切り替えられていく可変的なものであることを指摘しており、宇野常寛や荻上はこのキャラの可変性に注目した論考を行っている。それらを踏まえた海老原の論によれば、カースト／キャラが可変性と不変性を併有しているのは、その位置決定にかかわるコミュニケーション能力そのものが、具体的な対人関係の中で成長させることが可能ではあるが、家庭環境のような（当人にはコントロール不可能な）外的要因の影響も受けるという二面性を持っているからであるとしている。そして、そもそもカースト／キャラの可変性の前提となっているのは現代におけるメディア・テクノロジー環境の変化をもたらした個人の固定的な身体性（階級・生育環境など）の抑圧であり、その箍が外れたときに（あたかも本物のカースト制度のように）「本来あるべきカースト」への固定化が働くと考察した。

## 社会調査

### 「スクールカースト」という語の認知度
教育学者の水野君平が、2018年に、北海道の専門学生・大学生347名を対象としてアンケートを行い、中学生の頃と現在において、スクールカーストを知っているかどうかを「はい」「いいえ」で回答を求めた。中学生の時点で「スクールカースト」という言葉を知っていた回答者は約47%であり、回答時点で知っていた回答者は約85%であった。このことから水野は、スクールカーストという言葉は少なくとも青年の中では十分認知されている言葉だと結論付けている。中学生の頃のグループ間・内の地位とそれぞれの時点での認知は有意な関連を示さなかったことから、スクールカーストの中の地位に関わらず、スクールカーストは多くの青年にとって認知されている言葉だったとしている。
2016年11月に宇都宮大学の学生・平山愛理が同大学の学生206名を対象にしてアンケート調査を実施した。スクールカーストという言葉を知っているかという趣旨の設問に対し、あわせて約84%の回答者が「よく知っている」または「なんとなく知っている」と答えている。

### 序列化の認識率
教育学者の石田靖彦は、2016年、愛知教育大学で大学生117名を対象に小学校から高校までの学級内の人間関係を回想させた上で，グループ間における非公式なステイタスの序列として定義される「スクールカースト」が存在したかを検証した。同性グループに対する序列化の認識率は，中学校でもっとも高く男子で77%，女子で87%が少しはあったと回答した。小学校でも男子で54%，女子で72%が少しはあったと回答しており，女子では小学校でもグループ間の序列化が行われていることが示された。高校では男子で67%，女子で62%で中学校よりも低下していた。
序列の認識が中学校でもっとも高かった理由として、石田はいくつかの先行研究を踏まえ、児童期から青年期にかけての友人関係の発達的変化を理由として挙げた。他方、中学校にくらべて高校時代で序列化の認識が低下していた理由については、石田は高校入試による選抜のため、学級内の生徒の多様性が小中学校より低いからではないかと推測した。ただし、当研究の調査対象者は国立大学に所属する大学生であり、平均以上の学力を有する高校に偏っていると考えられることから、当研究の結果が他の高校に一般化できるかは疑問の余地があるとした。

### 各階層の比率と階層決定の因子
本田は、2009年から2010年に神奈川県の公立中学校の生徒2874名に対してアンケート調査を行った。そのデータを元に分析すると、「高位・中位・低位・いじられ」の比率が「10:60:25:5」になったという。
さらに、性別・学力・生きる力（自主性・主体性・論理性）・（家庭の）経済資本・（家庭の）文化資本・クラス内友人数・（普段一緒に行動する）友人の固定性・部活動（運動系か文化系か）といった要素がカーストの位置決定にどう影響しているかをロジスティック回帰分析によって調べている。それによれば、（「中位」を基準として）「高位」に位置する典型的な生徒像は「友人数が多くてかつ固定的で生きる力が高く学力も高め」、「低位」に位置する生徒像は「文化資本は豊富だが学力は低めで友人数は少なく文化部所属の男子」、「いじられ」に属する生徒像は「友人数が多くてかつ固定的で生きる力と文化資本が豊富かつ学力は低めの男子」となる。
また、本田はカーストが「（学校での）友人関係」「教師との関係」「将来像（進路希望）」と関係しているかどうかも調査している。友人関係について、学校生活で自分の本心に反して求められているキャラを演出したりするかという質問への肯定的な回答は、「上位」と「中位」が同程度で、それより「低位」が高く、さらにそれより「いじられ」が高くなっている。教師との関係については、「上位」「いじられ」の生徒が他と比べて教師と積極的にコミュニケーションをとっている。将来像については、「高位」「中位」「低位」の順に大学進学の希望率が下がる。

### その他
スクールカーストを扱った心理学的な研究では水野君平と太田正義による中学生を対象としたアンケート調査がある。この調査による高位、中位、低位の比率はそれぞれ14.8%、48.5%、36.6%であった。また、高位のグループに属する生徒は学校適応感が高いことや、その間には集団支配志向性と呼ばれる集団間の格差関係を肯定する価値観が介在していることも明らかにしている。

## スクールカーストを題材とした創作
教室内での人間関係をめぐる駆け引きを描いた物語（小説）は、スクールカーストもの（スクールカースト小説）と呼称され、2000年代半ば頃から日本では若手作家による純文学やライトノベルの分野で存在感を保っている。中には著者自身が実際に学校空間で体験したことが反映されていると考えられるものもあり、ドキュメンタリー的な面もある。
宇野常寛は、21世紀に入った頃からアメリカ同時多発テロ事件や小泉内閣主導の新自由主義路線（聖域なき構造改革）といった社会状況の影響により、それまで（1990年代後半頃）の日本のポップカルチャーで優勢だった引きこもりがちな自意識の葛藤を描く作風（いわゆるセカイ系）から「価値相対的な過酷な状況を自分の力で生き延びる」という「サヴァイヴ系／バトルロワイヤル系」の作風に物語のパラダイムシフトが起こっていると論じており、一連のスクールカースト小説も後者の想像力のひとつに位置づけている。宇野の議論によれば、大きな物語（社会全体に共有されるような特権的な価値観）が失墜しポストモダン化の進行した現代社会では個人が自力で拠り所とする小さな物語を決断的に選び取らなければならない状況に陥っており、無数に散在する小さな物語（島宇宙）の内部において、自分がその共同体に帰属していることを確認するための自己目的化したコミュニケーション（社会学者の北田暁大がいうつながりの社会性）が繰り返されているという。そして、それを現実認知として描けばスクールカーストものも属するバトルロワイヤル系の想像力となり、逆に消費者の欲望に合わせて理想化させて描けば（スクールカーストものと同様にしばしば教室空間を舞台としてつながりの社会性が顕在化したコミュニケーションの連鎖が描かれる）空気系の想像力になると考えられる。
社会学者の中西新太郎は、主に小説（ライトノベル）などを参照した上で日常圏に侵食する社会圏の困難を描く想像力を「シャカイ系」と呼んでいるが、若者にとって日常の大半の時間をすごすことになる学校空間も、人間関係からの隔離という危険と隣り合わせの「社会」に変貌しつつあるとしている。

### スクールカーストに言及した論考などで参照されたことのある作品

#### 小説・ライトノベル
- 山田詠美『風葬の教室』（1988年）[111]
- 重松清『ナイフ』（1997年）[111]
- 重松清『エイジ』（1999年）[112]
- 次良丸忍『大空のきず』（1999年）[113]
- 佐藤友哉『エナメルを塗った魂の比重 鏡稜子ときせかえ密室』（2001年）[114]
- 綿矢りさ『蹴りたい背中』（2003年）[108][111]
- 桜庭一樹『推定少女』（2004年）[108]
- 白岩玄『野ブタ。をプロデュース』（2004年）[108][115][116][117]
- 日日日『ちーちゃんは悠久の向こう』（2005年）[108][111]
- 三並夏『平成マシンガンズ』（2005年）[108][115]
- 木堂椎『りはめより100倍恐ろしい』（2006年）[97][108][111][115]
- 辻村深月『ぼくのメジャースプーン』（2006年）[111]
- 田中ロミオ『AURA 〜魔竜院光牙最後の闘い〜』（2008年）[111]
- 木堂椎『12人の悩める中学生』（2008年）[111][118]
- 大樹連司『ほうかごのロケッティア School escape velocit』（2009年）[119]
- 朝井リョウ『桐島、部活やめるってよ』（2010年）[118][120]

#### 漫画
- 大島永遠『女子高生 GIRLS-HIGH』（2001年 - 2007年連載）[118]
- 安野モヨコ『花とみつばち』（2000年 - 2003年連載）[118]
- 竹内文香『ある日突然ハブられた』（2007年）[117]

エッセー
- 豊島ミホ『底辺女子校生』（2006年）[121]

## 日本国外におけるスクールカースト
「スクールカースト」の語は和製英語であり、またその概念も国外で直接に通用するものではないが、学校における生徒間の人気度に着目した研究は北米を中心に積み重ねがある。
小原は、スクールカーストに近しい概念として、米国のクリーク（clique）およびクラウド（Crowd）を挙げた。小原は2015年の米国の社会学者Milnerの研究をもとに、クリークの上下関係の人気に基づく自己準拠的な性格、グループ間の上下関係、グループの閉鎖性がスクールカーストに共通するものであるとして、米国のクリーク研究の成果は日本のスクールカースト研究に応用が可能であろうとした。一方、北海道大学の水野君平はピア（peer group）・クラウドの研究はスクールカーストの研究と類似点も見られるが、クラウド研究が学級内の実在集団を対象とはしていない点や、学級ごとのピア・クラウドの多様性やその研究方法がスクールカースト研究と異なることから、ピア・クラウドの研究知見をスクールカーストに直接用いることは難しいとした。
小原、水野ともに、生徒のグループ間の人気度の序列について、北米以外ではほとんど研究例が見られないとしている。ただし、生徒の人気そのものに関しては、ヨーロッパやアメリカの社会心理学分野で活発な研究が行われている。